# Хосе Марія Аснар
Хосе Марія Аснар Лопес (ісп. José María Aznar López; нар. 25 лютого 1953, Мадрид, Іспанія) — іспанський політик, прем'єр-міністр Іспанії з 5 травня 1996 по 17 квітня 2004. Входить до ради директорів News Corporation, а також є членом Мадридського клубу.

## Біографія
Народився в Мадриді 25 лютого 1953 в сім'ї директора великої газети правого толку «Ель Соль». 
Закінчив Університет Комплутенсе в Мадриді. Працював інспектором в податковій службі в 1970-х — початку 1980-х років. На початку 1970-х років зацікавився політикою. У 1984 був вибраний в кортеси від Авіли. У 1987 став лідером регіонального відділення праволіберальної партії Народний альянс в Кастилії і Леоні і отримав посаду голови уряду цієї автономії. У 1989 був обраний заступником голови, а в 1990 — головою Народної партії (спадкоємиці Народного альянсу), змінивши старезного Мануеля Фрагу Ірібарне. Був вибраний в кортеси від Мадрида в 1989. Після перемоги Народної партії на виборах до парламенту 1996 став прем'єр-міністром, змінивши на цій посаді соціаліста Феліпе Гонсалеса Маркеса і сформувавши уряд за участю партії Конвергенція та Єднання і регіональних партій Країни Басків і Канарських островів. У березні 2000 Народна партія знов отримала перемогу, і її лідер Аснар зайняв пост прем'єр-міністра.
Політичний курс Аснара називають новим консерватизмом. У його передвиборчій програмі фігурували такі пункти, як забезпечення економічної стабільності, «модернізація Іспанії», реформа системи оподаткування, створення професійної армії, скорочення апарату, боротьба з корупцією і баскським сепаратизмом і тероризмом. Від початку був твердим прибічником і союзником Джорджа Буша в Іракській війні, доволі непопулярній в Іспанії. Аснар один з небагатьох європейських політиків виступив на підтримку політики Росії, спрямованої на боротьбу з сепаратизмом і тероризмом на території Чечні.
11 березня 2004 в Мадриді пролунали 13 вибухів. 191 людина загинула, ще 1247 зазнали поранень. Цей теракт був організований і здійснений ісламськими терористами. Вибухи відбулися за три дні до парламентських виборів і стали відповіддю терористів на участь іспанських військових у військовій операції в Іраку. Іспанці поклали провину за теракти на прем'єр-міністра Хосе Марію Аснара. Він програв вибори 14 березня 2004, а його наступник Хосе Луїс Сапатеро вивів іспанські війська з Іраку.

## Родина
Одружений з 1977 року, має трьох дітей. Дружина — Ана Ботелья, чинний мер Мадрида.